# Selección de fútbol sub-23 de Kuwait
La Selección de fútbol sub-23 de Kuwait, conocida también como la Selección olímpica de fútbol de Kuwait, es el equipo que representa al país en Fútbol en los Juegos Olímpicos, en los Juegos de Asia y en el Campeonato Sub-22 de la AFC, y es controlada por la Federación de Fútbol de Kuwait.

## Estadísticas

### Juegos Olímpicos
- 1992: Fase de grupos
- 1996: No clasificó
- 2000: Fase de grupos
- de 2004 a 2012: No clasificó

### Juegos Asiáticos
- 2002: Cuartos de Final
- 2006: Fase de grupos
- 2010: 2.ª ronda

### Campeonato Sub-22 de la AFC
- 2013: Fase de grupos